# Nanak Chand
Nanak Chand Thakur (ur. 20 marca 1971) – indyjski narciarz alpejski. Olimpijczyk z Albertville 1992, gdzie zajął 58. miejsce w slalomie specjalnym i 82 w slalomie gigancie. Jego najlepsza lokata w zawodach FIS-u to dwudzieste pierwsze miejsce w supergigancie w 1996 roku. Uzyskał je na zawodach w chińskim ośrodku narciarskim w Yabuli położonym niedaleko Harbinu.